# Brunópolis
Brunópolis is een gemeente in de Braziliaanse deelstaat Santa Catarina. De gemeente telt 2.943 inwoners (schatting 2009).

## Verkeer en vervoer
De plaats ligt aan de weg BR-470.